# قهوة

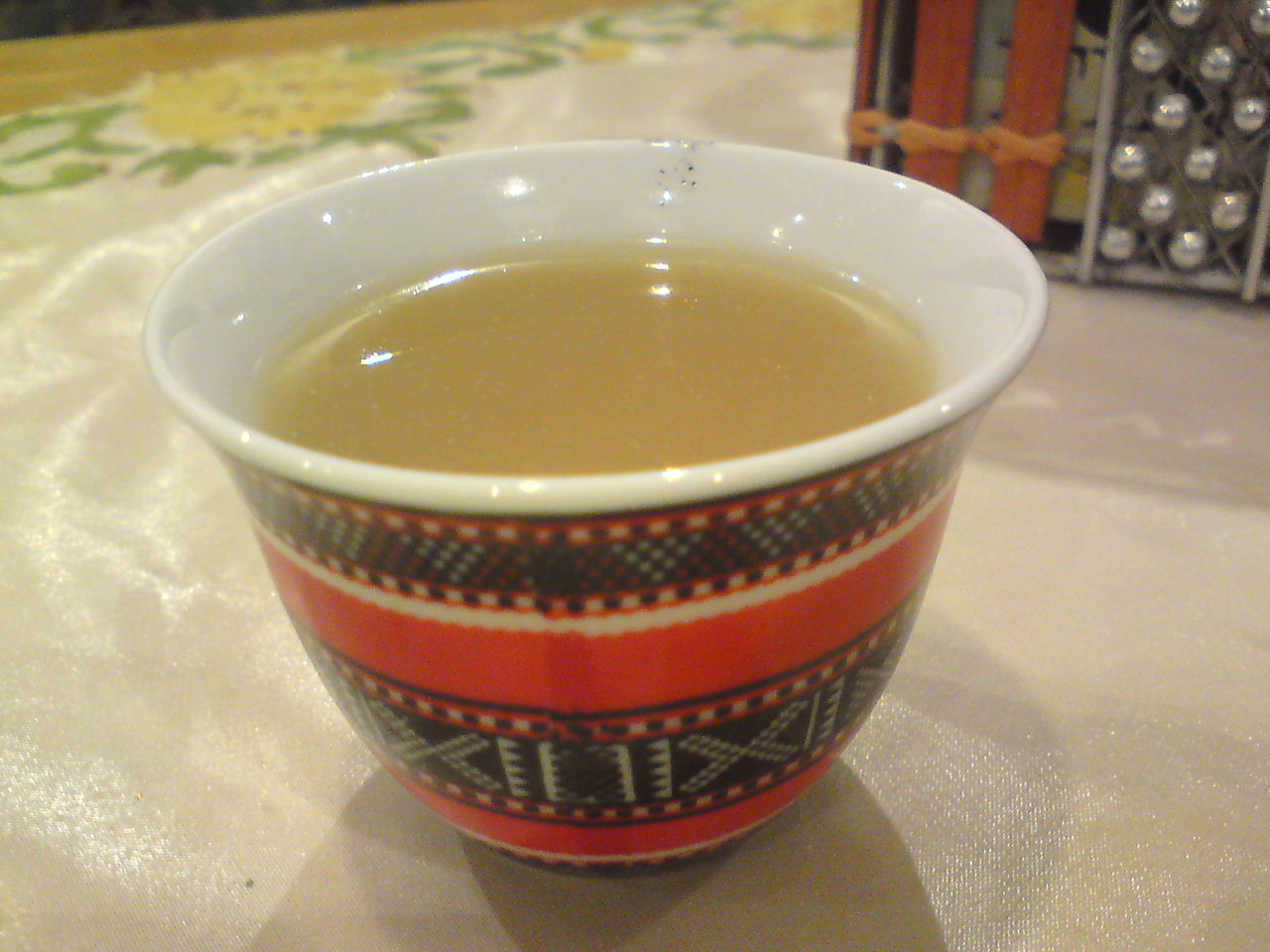
فنجان قهوة عربية

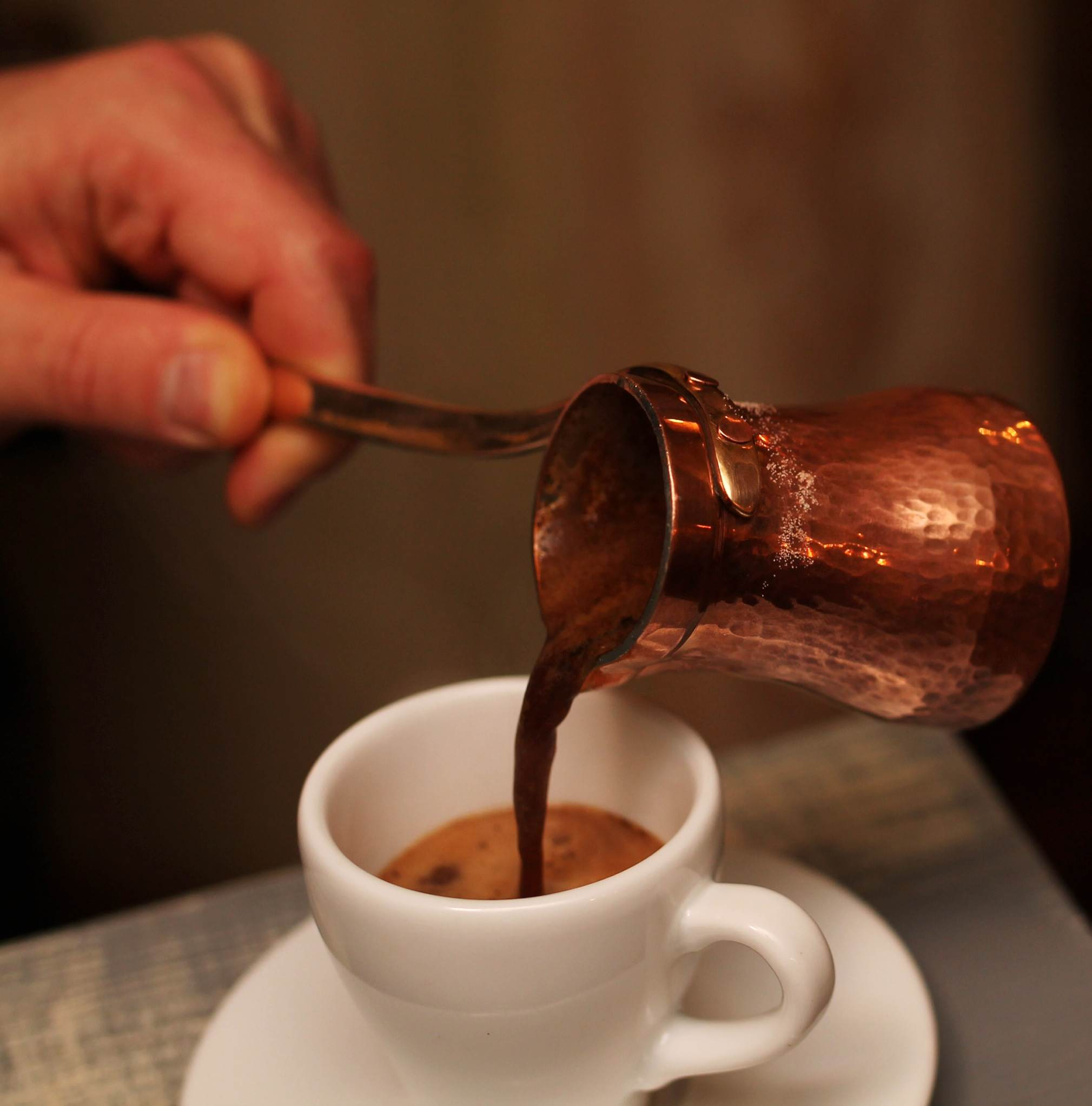
صب قهوة تركية من جزوة

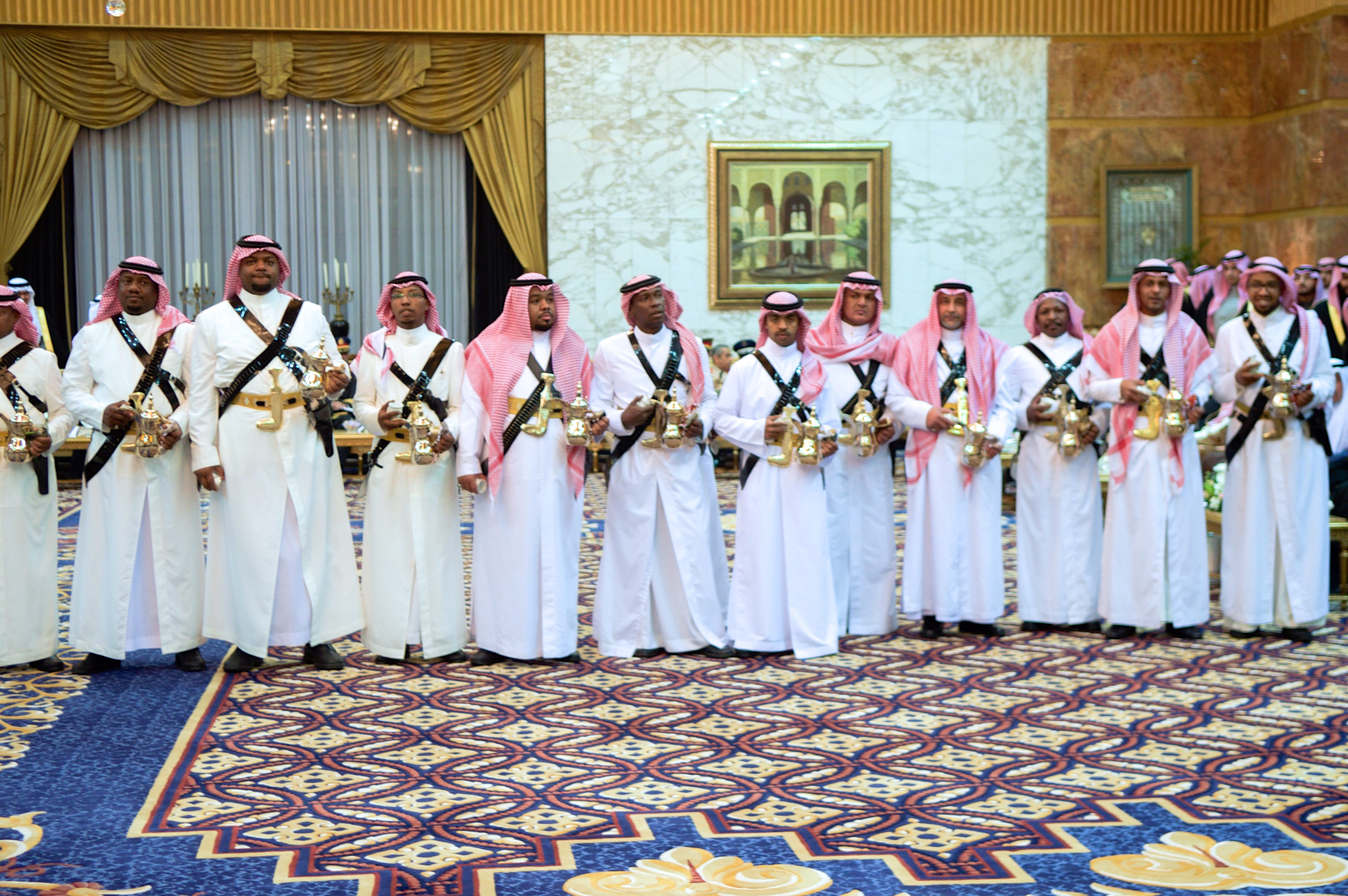
تُقدم القهوة العربية ضمن مراسم الاستقبال والضيافة الرسمية في المملكة العربية السعودية

القهوة مشروب يعد من بذور البن المحمصة، وينمو في أكثر من 70 بلداً. خصوصاً في المناطق الاستوائية في أمريكا الشمالية والجنوبية وجنوب شرق آسيا وشبه القارة الهندية وأفريقيا. ويقال أن البن الأخضر هو ثاني أكثر السلع تداولاً في العالم بعد النفط الخام. ونظراً لاحتوائها على الكافيين، يمكن أن يكون للقهوة تأثيراً منبهاً للبشر. تعتبر القهوة اليوم واحدة من المشروبات الأكثر شعبية في جميع أنحاء العالم.

## اكتشاف القهوة
من المعتقد أن أجداد قبيلة الأورومو في أثيوبيا، كانوا هم أول من اكتشف وتعرف على الأثر المنشط لنبات حبوب القهوة. ولم يُعثر على دليل مباشر يكشف بالتحديد عن مكان نمو القهوة في إفريقيا، أو يكشف عمن قد استخدمها على أنها منشط أو حتى يعرف عن ذلك قبل القرن السابع عشر. وظهر أقرب دليل موثوق به سواء على شرب القهوة أو معرفة شجرة البن، في منتصف القرن الخامس عشر، في الأديرة الصوفية في اليمن في جنوب شبه الجزيرة العربية. وقد انتشرت القهوة من إثيوبيا إلى اليمن ومصر وشبه الجزيرة العربية، وبحلول القرن الخامس عشر وصلت إلى أرمينيا وبلاد فارس وتركيا وشمالي أفريقيا. وقد انتشرت القهوة من العالم الإسلامي، إلى إيطاليا، ثم إلى بقية أوروبا وإندونيسيا وإلى الأمريكتين.
يتم إنتاج ثمار البن التي تحتوي على حبوب القهوة عن طريق عدة أنواع من الشجيرات دائمة الخضرة الموجودة بشجر البن. والنوعان الأكثر شيوعاً هما كافيا كانيفورا (المعروفة أيضاً باسم كافيا روبوستا)، وكافيا ارابيكا؛ أما أقل الأنواع شيوعاً فهي liberica ،excelsa ،stenophylla ،mauritiana ،racemosa. حيث يتم زراعتهم غالباً في أمريكا اللاتينية، جنوب شرق آسيا، وإفريقيا. وبمجرد نضوجها، يتم قطف حبوب القهوة، وتجهيزها، وتجفيفها. ثم يتم تحميص البذور، قبل مرورها بعدة تغيرات فيزيائية وكيميائية. حيث يتم التحميص بدرجات متفاوتة، اعتماداً على النكهة المطلوبة. ثم يتم طحنها وغليها لعمل القهوة. حيث يمكن إعدادها وتقديمها بطرق متنوعة.
تعتبر الجمهورية اليمنية من أوائل الدول التي زرعت البن وصدرته إلى العالم، بدليل أن القهوة يطلق عليه Arabica أو القهوة العربية مصدرها اليمن؛ كما أن أهم وأفخر أنواع القهوة هي الموكا وهي تحريف من «قهوة المخاء» نسبة إلى الميناء اليمني الشهير (المخا). ويعتبر ميناء المخاء الأول الذي انطلقت منه سفن تجارة وتصدير البن إلى أوروبا وباقي أنحاء العالم. يشتهر البن اليمني بمذاقه الخاص وطعمه الفريد الذي يختلف عن أنواع البن الأخرى التي تزرع وتنتج في بلدان العالم الأخرى.

## الأصل اللغوي
في اللغة العربية، تخبرنا القواميس والمعاجم بأن لفظ القهوة مشتق من الفعل قها ويقال أقْهَى فلانٌ: دام على شُرْب القهوة أي ارتدَّت شهوتُه عنه من غير مرض.  ويخبرنا المعجم الوسيط بأن الفعل أقْهَى يعني دام على شُرْب القهوة، أي داوم على شرابها واعتاد عليها. وفي العربية ترد في الشعر والأدب ثلاثة أشربة باسم القهوة هي القهوة شراب البُن المغلي موضوع المقال هذا، واللبن والخمر.

## التاريخ

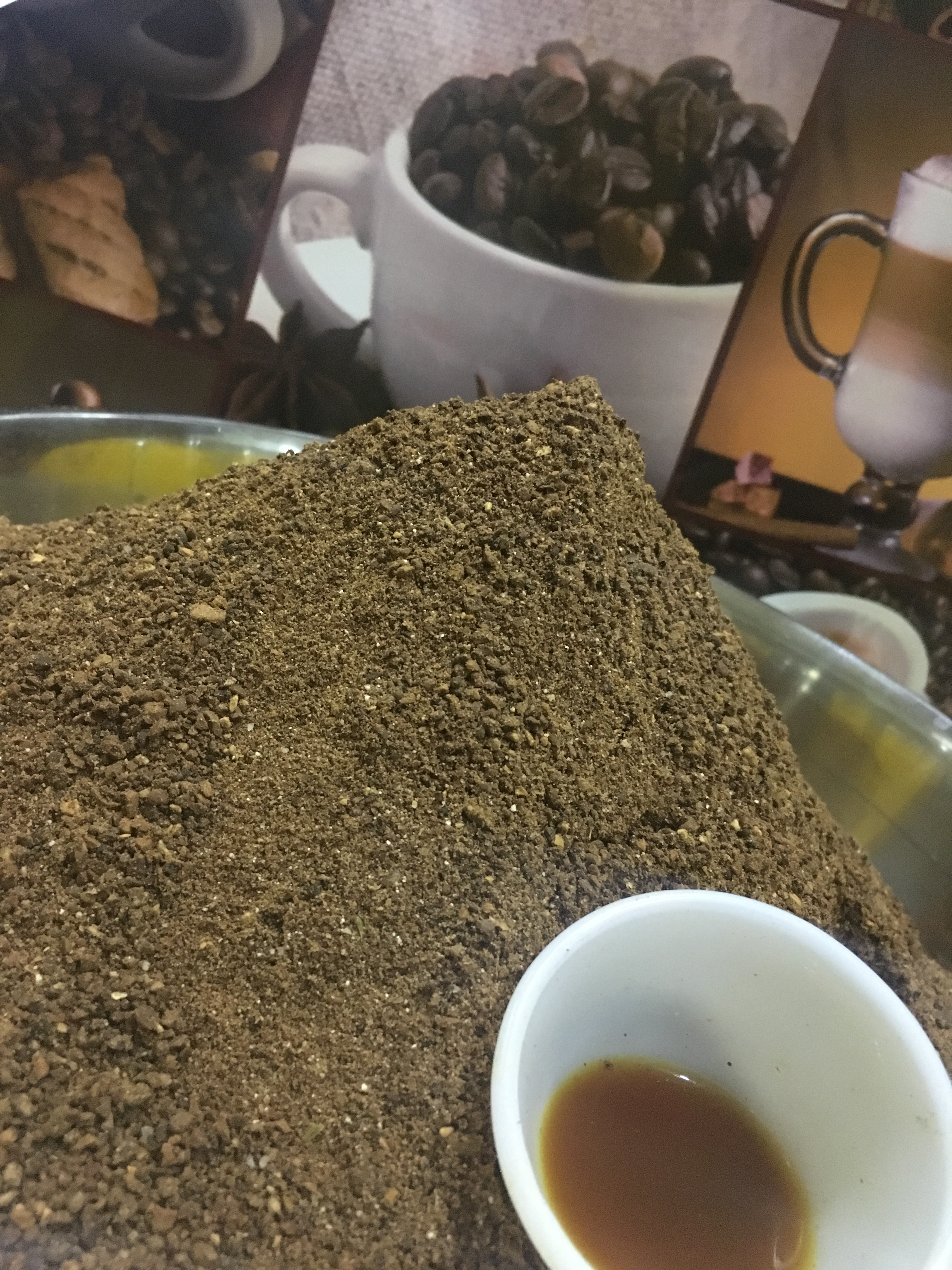

ألف الجزيري الحنبلي (القرن 10 هجري) كتاب اسمه «عمدة الصفوة في حل القهوة» وناقش القهوة من منظور فقهي إسلامي، حيث قال:
وذكر الجزيري أن القهوة سببت فتناً في مكة ومصر والحجاز وغيرها من بلاد المسلمين، حتى أنه روي أن بعض الأمراء أمر بهدم المقاهي وتكسير أواني الشرب وإتلاف حبوب البن ومعاقبة من يشربونها.

## زراعة القهوة
إن الطريقة التقليدية لزراعة القهوة هي وضع عشرون بذرة في كل حفرة في بداية موسم الأمطار، وتفقد هذه الطريقة حوالي 50% من البذور أما النصف المتبقي لا يتلف وينمو، ولكن هناك طريقة برازيلية أكثر فاعلية لزراعة القهوة وهي أن توضع الشتلات في حاضنة حتى تنمو في الخارج لمدة ستّة إلى إثنا عشر شهراً، وغالباً ما تتداخل زراعة محاصيل القهوة مع المحاصيل الغذائية الأخرى مثل الذرة والفاصولياء والأرز خلال سنوات الزراعة الأولى القليلة لكون المزارعين على معرفة بحاجة هذه النباتات.
ومن بين الأنواع الرئيسية للقهوة فإن العربية (من القهوة العربية) عموماً أكثر اعتباراً من روبوستا (من قهوة الروبوستا) والتي تميل إلى المرارة وأقل نكهة ولكن هيئتها أفضل من العربية، ولهذه الأسباب فإن نحو ثلاثة أرباع القهوة المزروعة عالمياً هي القهوة العربية، بالإضافة إلى ذلك تحتوي سلالات روبوستا أيضا على حوالي 40-50% كافيين أكثر من آرابيكا و لهذا السبب يتم استخدامها كبديل غير مكلف للقهوة العربية في العديد من خلطات القهوة التجارية. وتستخدم بذور الروبوستا ذات النوعية الجيدة في خلطة الإسبرسو الإيطالية التقليدية لتقديم طعم قوي مع أفضل رغوة على الوجه (المعروف الرغوه أو الكريما).

صورة توضح المناطق التي تزرع فيها القهوة

و بالرغم من ذلك فإن كافيا كانيفورا أقل عرضة للأمراض من القهوة العربية ويمكن زراعتها في مناطق أقل ارتفاعاً وذات مناخ دافئ حيث لا يمكن للقهوة العربية أن تزدهر. و كان أول تجميع لسلالة الروبوستا في عام 1890 من نهر لومني كما نقل أحد روافد نهر الكونغو من زائير (تعرف بجمهورية الكونغو الديمقراطية الآن) إلى بروكسل لجاوة حوالي عام 1900، وأدت زيادة التكاثر في جاوة من إنشاء مزارع لروبوستا في العديد من البلدان، خاصّةً مع انتشار صدأ أوراق القهوة المدمرة (هميليا فستتريإكس) حيث أصبحت القهوة العربية ضعيفة كما سارعت الإقبال على مقاومة روبوستا، ولقد تم العثور على صدأ أوراق القهوة تقريبا في جميع البلدان التي تنتج القهوة.

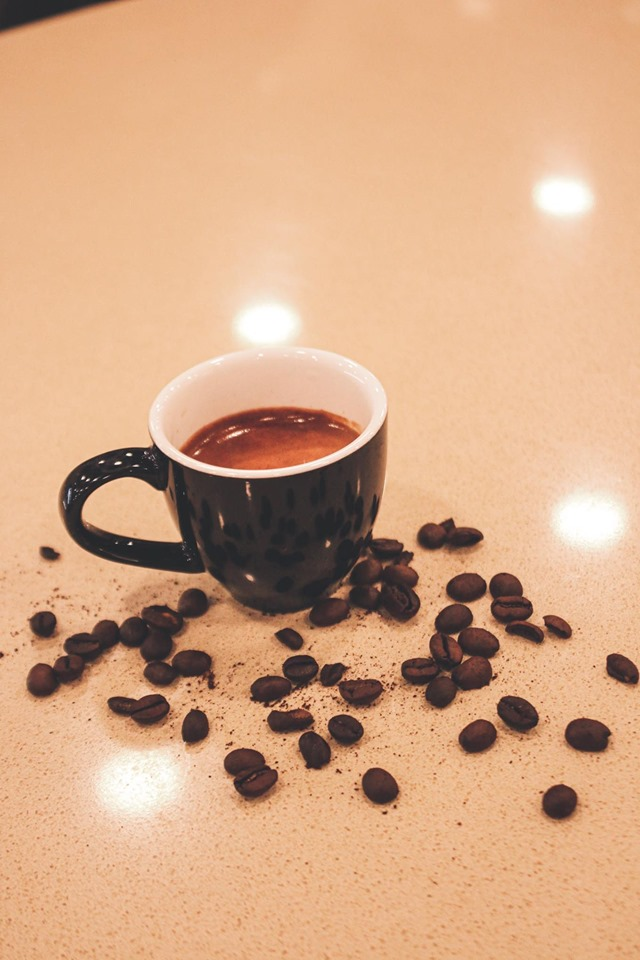

وقد سجل ما يزيد عن 900 فصيلة من الحشرات الضارة لمحاصيل القهوة في جميع أنحاء العالم، فالخنافس تشكل ثلث هذه الحشرات الضارة بينما تشكل البق الربع، ويهاجم المحاصيل 20 فصيلة من الديدان الخيطية و9 فصائل من العث وعدد من الحلزونات والرخويات، وأحياناً تأكل العصافير والقوارض بذور القهوة ولكن يعد تأثيرهم بسيط مقارنةً باللافقاريات. وعموماً فإن القهوة العربية تعد من أكثر الفصائل حساسية لافتراس اللافقريات، فكل جزء من نبات القهوة معرض للافتراس من مختلف الحيوانات، فالديدان الخيطية تهاجم الجذور بينما تحفر الخنافس الحفارة في الجذع والمواد الخشبية، كما تهاجم أوراق النبات أكثر من 100 فصيلة من يرقات (اليسروع) الفراشات والعث.
وكثيرا ما ثبت أن الرش الشامل للمبيدات الحشرية كارثة حيث أن الحيوانات المفترسة من الآفات هي أكثر حساسية من الآفات أنفسهم، فبدلا من ذلك تم إنشاء إدارة متكاملة للآفات وذلك باستخدام تقنيات مثل العلاج المستهدف من تفشي الآفات وإدارة بيئة المحاصيل بعيدا عن ظروف الآفات الصالحة، وغالبا ما يتم قطع الفروع التي تنتشر فيها الحشرات القشرية بكثرة وتترك على الأرض مما يعزز الطفيليات القشرية لمهاجمة القشور في الفروع المقطوعة والنبات أيضاً.
و تعد الخنفساء الحفارة ذات طول يساوي 2 م لبذرة القهوة من أكثر أنواع الحشرات ضررًا لصناعة القهوة في العالم فهي تدمر ما يصل إلى 50% أو أكثر من ثمار القهوة في مزارع معظم البلدان المنتجة للقهوة، فالخنفساء الأنثى البالغة تقوم بقضم ثقب صغير في بذرة القهوة وتضع من 35 إلى 50 بيضة، فينمو النسل في داخل النبات ثم يتزاوج وبعدها يخرج من البذرة المدمرة لتنتشر وتعيد دورة حياتها. وغالباً ما تكون المبيدات الحشرية غير فعّاله لأنّ أطفال الخنافس يكونو محمين بداخل الثمرة الحاضنة ولكن عند خروجهم يكونو غير محمين من افتراس الطيور، فعندما تكون الأشجار قريبة فإن العصافير الأمريكية الصفراء والعصافير المغردة وعصافير أخرى تقضي على الحشرات مقللة نسبة وجودها إلى 50% من عدد الخنافس الحفارة لبذرة القهوة في مزارع كوستاريكا.

## الصحة العامة
أجريت البحوث العلمية الواسعة لدراسة العلاقة بين استهلاك القهوة والحالات الطبية المتعددة. وقد اتفقت جميع آراء المجتمع الطبي العام أن الاعتدال في شرب القهوة عند الأفراد الأصحاء إما ضروري أو على الأقل مفيد. في 2012 المؤسسة الصحة العالمية والجمعية الأمريكية لرعاية المتقاعدين قاموا بدراسة الحمية والصحة وتحليل العلاقة بين شرب القهوة ومعدل الوفيات. ووجد الباحثون أن كمية القهوة المستهلكة تتناسب عكسيا مع معدل الموت، وأن أولئك الذين يشربون القهوة يعيشون أكثر من أولئك الذين لايشربونها. ومع ذلك كتب في البحث، سواء كان هذا لا يمكن تحديد الأسباب من خلال البحث الذي أجريناه." ونشرت دراسة مماثلة مع نتائج مماثلة في مجلة نيو انغلاند للطب في عام 2012. وقال الباحثون أن المشاركين في الدراسة الجارية أعمارهم 22 من كلية هارفارد للصحة العامة " القهوة قد يكون لها فوائد صحية محتملة، ولكن تحتاج إلى مزيد من البحث الذي يجب القيام به."."
وكانت النتائج أيضا متناقضة حول ما إذا كان البن له أي فوائد صحية محددة، وأيضا النتائج تتضارب بشأن الآثار المحتملة الضارة لاستهلاك القهوة. وعلاوة على ذلك، فإن النتائج والتعميمات تعقدت بسبب الاختلاف في العمر والجنس والحالة الصحية والكمية المتناولة.

### الفوائد الصحية
وفقا لأبحاث السرطان في المملكة المتحدة، نتائج الدراسة واسعة النطاق التي نشرت في عام 2012 نظرة ثاقبة لتأثير شرب القهوة على السرطان، مبرزا أنه في الواقع لايوجد أي ارتباط بين الإثنين. تشير نتائج الدراسة أن «شرب القهوة لم يكن له تأثير على معدل الوفاة من السرطان». بينما تشير دراسات أخرى إلى أن تناول القهوة يقلل من خطر الإصابة بمرض الزهايمر والخرف والشلل والرعاش وأمراض القلب وداء السكري من النوع الثاني ومرض الكبد الدهني الغير كحولي وتليف الكبد والنقرس وسرطانات الكبد والجلد والبروستاتا والأمعاء والدماغ والمريء والقولون وبطانة الرحم والثدي والفم والحلق.
وفي الحقيقة أن القهوة منزوعة الكافيين أيضا لها تأثيرات وقائية ضد أمراض مثل سرطان البروستاتا ومرض السكري نوع 2 وهذا يوحي بأن الفوائد الصحية للقهوة ليست فقط بسبب احتوائها على الكافيين.
وقد ثبت وجود مضادات الأكسدة في القهوة تمنع الجذور الحرة من تسبب تلف الخلايا، مما قد يؤدي إلى السرطان.مستوى الأكسدة يعتمد على كيفية تحميص الحبوب والمدة. وتشير الدلائل إلى أن البن المحمص يتأثر بمضاد للأكسدة أكثر من القهوة الخضراء.
لم يعد يعتقد أن القهوة أحد عوامل الخطر لمرض القلب التاجي. ولخص التحليل 2012 أن الناس الذين تناولوا كميات معتدلة من القهوة لديهم معدل أقل من قصور في القلب، وأكبر تأثير وجد عند أولئك الذين يشربون أكثر من أربعة فناجين يوميا. وإضافة إلى ذلك، يرتبط استهلاك القهوة المعتاد مع تحسن وظيفة الأوعية الدموية. الدراسة استمرت خلال عشر سنوات بين 50739 امرأة في الولايات المتحدة (متوسط أعمارهن 63 عاما) وهم في الأساس ليس لديهم أعراض الاكتئاب (في عام 1996)، فقد ارتبط استهلاك القهوة سلبا مع خطر الإصابة بالاكتئاب السريري.. وأشار التدقيق الذي نشر في عام 2004 وجود علاقة عكسية بين معدلات الانتحار وتناول القهوة. وأشير إلى أن عمل الكافيين هو منع التأثيرات المثبطة للالأدينوزين على دوبامين الأعصاب في الدماغ وخفض مشاعر الاكتئاب. ويرتبط استهلاك القهوة أيضا مع تحسين وظيفة بطانة الأوعية الدموية. وقد ثبت خلاصة القهوة لمنع 11β هيدروكسي ستيرويد نوع 1، وهو الانزيم الذي يحول الكورتيزون لهرمون الكورتيزول، وهو العلاج الصيدلاني الحالي الشائع لمرض السكري من النوع 2 ومتلازمة التمثيل الغذائي.

### المخاطر الصحية
شرب كميات كبيرة من القهوة يمكن أن يسبب حالات مزعجة جداً خاصة بالنسبة للمسنين، وفي حالات نادرة، الآثار السلبية من الممكن أن تهدد حياتهم.الآثار السلبية للقهوة تصبح أكثر انتشاراً عندما تؤخذ بشكل زائد. العديد من المخاطر الصحية للقهوة تتعلق باحتوائها على الكافيين، وبالتالي يمكن تجنبها عن طريق شرب قهوة منزوعة الكافيين.
مكونات زيتية تسمى ثنائي التربين diterpenes موجودة في القهوة غير المرشحة والقهوة باستخدام مرشحات معدنية، ولكن ليس في القهوة المستخدم بها مرشحات ورقية.

أيضاً الأفراد المسنين المصابون بنظام الأنزيم المنضب لا يسمح له بشرب القهوة مع الكافيين

. معظم كبار السن يسمح لهم بشرب كميات معتدلة من القهوة (50-100 ملغ من الكافيين أو 5-10 غرام من مسحوق القهوة يوميا).
استهلاك القهوة يمكن أن يؤدي إلى iron deficiency بسبب نقص الحديد عن طريق التداخل مع امتصاص الحديد، وخصوصا لدى الأمهات والرضع. يعود سبب تدخل القهوة بامتصاص الحديد إلى مادة البوليفينول التي تحتوي عليها القهوة. ومع ذلك، الحديد الزائد قد يتسبب بسرطان للكبد. بالتالي استهلاك القهوة يرتبط سلبياً مع تطور سرطان الكبد وأيضاً نسبه البوليفينول.
على الرغم من أن بعض الجرعات العالية للمواد الكيميائية في القهوة تسرطن القوارض وتشير البحوث إلى أن أنها ليست خطيرة على المستويات التي يستهلكها البشر. البن القابل للذوبان لديه كمية أكبر بكثير من الأكريلاميد من القهوة. تشير الأبحاث إلى أن شرب القهوة التي تحتوي على الكافيين من الممكن أن يسبب تشنج مؤقت في جدران الشرايين. القهوة قد تفاقم المشاكل السابقة مثل الصداع النصفي، وعدم انتظام ضربات القلب، ويسبب اضطرابات في النوم. وكان يعتقد أن القهوة تفاقم مرض الجزر المعدي ولكن تشير الأبحاث الأخيرة بأنه لا توجد صلة.
اوجدت الدراسات ان استهلاك القهوة يزيد من خطر الإصابة بالسكتة الدماغية خاصة بين الذين نادراً ما يشربونها.
الكافيين يمكن أن يسبب القلق، وخاصة في الجرعات العالية وعند الاشخاص المصابون من قبل باضطرابات القلق.
وتشير بعض الأبحاث إلى أن أقلية من مستهلكين الكافيين بانتظام معتدل خضعوا لتجربة التوقف من استخدام الكافيين وظهر لديهم الاكتئاب، والقلق، وانخفاض قوة، أو التعب. ومع ذلك، فقد تم انتقاد منهجية هذه الدراسات. آثار الانسحاب هي الأكثر شيوعا وتظهر بشكل أقوى لدى مستخدمين الكافيين الثقيل.
حوالي 15% من سكان الولايات المتحدة توقفوا عن شرب القهوة تماما، بعد التقرير العام الذي أشار إلى مخاوف بشأن صحتهم والآثار الجانبية غير السارة من الكافيين.
وفي 2013 هنالك دراسة قام بها ليو وآخرون. نشرت في مايو كلينيكMayo Clinic أظهرت حقيقة وجود علاقة بين استهلاك القهوة> 28 أكواب في الأسبوع (> 4 أكواب يوميا) وزيادة معدل الوفيات في مجموع السكان من الرجال والنساء والرجال الذين تقل أعمارهم عن 55 عاما.وكان هذا الارتباط ليس دلالة إحصائية بالنسبة للأشخاص الذين تتراوح أعمارهم بين 55 سنة وما فوق. وأشار الباحثون إلى أن بعض الاخطاء موجودة في الدراسة، مثل عدم وجود بيانات على الاستعدادات القهوة المختلفة التي يمكن أن تختلف بالتشكيل العام للمركبات المكونة القهوة (على سبيل المثال، cafestol، قهويول)، والتي يمكن أن تؤثر على عوامل الخطر القلبية الوعائية. عدم وجود بيانات عن الحالة الاجتماعية وإجمالي استهلاك الطاقة؛ والتباس المتبقية محتمل من عوامل المخاطر الصحية مثل التدخين. وذكر أحد مؤلفي الدراسة، «نحن لا نقول أن القهوة تسبب الموت نحن فقط نربط القهوة مع زيادة خطر الموت»، الذي يتناول القهوة بخثره.

### الصحة النفسية
تنصح هيئة الصحة الوطنية في المملكة المتحدة أن تجنب القهوة قد يقلل من القلق. يرتبط الكافيين، المكون الرئيسي النشط في القهوة، بالقلق.  في الجرعات العالية، التي تزيد عادة عن 300 ملغ، يمكن للكافيين أن يسبب القلق ويزيد من تفاقمه.  بالنسبة لبعض الناس، يمكن أن يؤدي التوقف عن استخدام الكافيين إلى تقليل القلق بشكل كبير. اضطراب القلق الناجم عن الكافيين هو فئة فرعية من اضطرابات القلق الناجمة عن المواد أو الدواء. السكان الذين قد يكونون الأكثر تأثراً باستهلاك الكافيين هم المراهقون والذين يعانون بالفعل من اضطرابات القلق. أشارت الأبحاث الأولية إلى احتمال وجود علاقة مفيدة بين تناول القهوة وانخفاض الاكتئاب. البحوث الأولية طويلة الأجل، بما في ذلك تقييم أعراض الخرف وضعف الإدراك، لم تكن حاسمة بالنسبة للبن الذي له تأثير على كبار السن، ويرجع ذلك أساسا إلى رداءة نوعية الدراسات.